# Спортови који су били на програму ЛОИ
Ово је преглед спортова и њихових дисциплина које су биле на програму од првих Летњих олимпијски игара до данас:
| Спорт             | Дисциплине                    | ЛОИ када су биле на програму    | Коментар |
| ----------------- | ----------------------------- | ------------------------------- | --- |
| Алпинизам         | освајање врхова               | 1924, 1922 и 1926.              | 1924. и 1936. за освајање Монт Евереста а 1932. Матернхорна.                                                                               |
| Атлетика мушкарци | 60 м                          | 1900. и 1904.                   | |
| Атлетика мушкарци | 200 м препоне                 | 1900. и 1904.                   | |
| Атлетика мушкарци | 4.000 м препреке              | 1900                            | |
| Атлетика мушкарци | крос                          | 1912, 1920. и 1924.             | |
| Атлетика мушкарци | крос екипно                   | 1900. 1912. 1920. и 1924.       | |
| Атлетика мушкарци | 4 односно 3 миље екипно       | 1904. 1908. 1912. 1920. и 1924. | |
| Атлетика мушкарци | 5 миља                        | 1908.                           | |
| Атлетика мушкарци | 3.000 м ходање                | 1908 и 1920.                    | |
| Атлетика мушкарци | 10 км ходање                  | 1912. 1920. 1924. 1948. и 1952. | |
| Атлетика мушкарци | 10 миља                       | 1908.                           | |
| Атлетика мушкарци | скок увис без залета          | 1900—1912.                      | |
| Атлетика мушкарци | скок удаљ без залета          | 1900—1912.                      | |
| Атлетика мушкарци | троскок без залета            | 1904. и 1908.                   | |
| Атлетика мушкарци | бацање диска на грчки начин   | 1908.                           | |
| Атлетика мушкарци | бацање диска са обе руке      | 1912.                           | бацало се једном, па другом руком а резултати су се сабирали.                                                                              |
| Атлетика мушкарци | бацање кугле са обе руке      | 1912.                           | |
| Атлетика мушкарци | бацање копља слободним начном | 1908                            | |
| Атлетика мушкарци | бацање копља с обе руке       | 1912.                           | |
| Атлетика мушкарци | бацање тегова                 | 1904 и 1920.                    | |
| Атлетика мушкарци | петобој                       | 1912. 1920. и 1924.             | |
| Атлетика мушкарци | потезање конопца              | 1900—1920                       | |
| жене              | 80 м препоне                  | 1932—1968.                      | |
| жене              | 800 метара                    | 1928                            | После дебија 1928. избачена са програма јер се сматрало да је претешка за нежнији пол, да би се вратила 1960.                              |
| Бејзбол           | освајање врхова               | 1992—2008.                      | разлог скидања са програма јер спорт није успео да се прошири на више земаља                                                               |
| Бициклизам        | друмска трка на 5 км          | 1908.                           | |
| Бициклизам        | друмска трка 10 км.           | 1896. и 1904.                   | |
| Бициклизам        | друмска трка на 50 км         | 1920. и 1924.                   | |
| Бициклизам        | друмска трка на 100 км        | 1896. и 1908.                   | |
| Бициклизам        | вожња на 12 часова            | 1896.                           | |
| Бициклизам        | 2. миље                       | 1904.                           | |
| Бициклизам        | 25 миља                       | 1904.                           | |
| Бициклизам        | 100 км екипно                 | 1960—1992.                      | |
| Боћање            |                               | 1900.                           | |
| Веслање           |                               | 1900. и 1904.                   | 10 дисциплина од којих 5 јунирских |
| Гимнастика        | прескок коња попречно         | 1924.                           | |
| Гимнастика        | вежба с чуњевима              | 1904. и 1932.                   | |
| Гимнастика        | пењање уз конопац             | 1896. 1904. 1924. и 1932.       | |
| Гимнастика        | заједниче вежбе екипа         | 1896. 1904. 1908. 1912. и 1920. | вратило, партер и на шведски начин |
| Голф              | мушкарци појединачно          | 1900. 1994.                     | Голф ће се вратити 2016 у Рио да Женеиру                                                                                                   |
| Голф              | жене појединачно              | 1994.                           | |
| Голф              | мушкарци екипно               | 1904.                           | |
| Дизање тегова     | отв. категорија једноручно    | 1896. 1904.                     | |
| Дизање тегова     | отв. категорија дворучно      | 1986 и 1904.                    | |
| Једрење           | класе по тежини               | 1900.                           | седам категорија од 0,5 до 20 тона |
| Једрење           | класе по дужини               | 1908—1968.                      | класе од 5,5 до 12 м повремено на играма у наведеном периоду.                                                                              |
| Једриличарство    | прелет                        | 1936.                           | задатак је буо прелет Апла |
| Кајак             | Кајак и кану 10 км            | 1936—1956.                      | кајак и кану једносед |
| Кајак             | штафета 5 х 500 м             | 1960.                           | |
| Крикет            |                               | 1900.                           | победник непознат |
| Крокет            |                               | 1904. и 1908.                   | |
| Лакрос            |                               | 1904. и 1908.                   | |
| Мачевање          | проф. учитељи мачевања        | 1896. 1900. и 1904.             | Голф ће се вратити 2016 у Рио да Женеиру                                                                                                   |
| Мачевање          | јуниори флорет                | 1904.                           | |
| Мачевање          | мачевање штаповима            | 1904.                           | |
| Мотонаутика       |                               | 1908.                           | учествовали чамци у три категорије |
| Пелота            |                               | 1900. и 1992.                   | 1992. као демонстрациони спорт |
| Пливање           | 50 м роњење                   | 1900.                           | |
| Пливање           | 200 м са препрекама           | 1900                            | |
| Пливање           | 400 м прсно                   | 1912. и 1920.                   | |
| Пливање           | 440 јарди прсно               | 1904.                           | |
| Пливање           | 880 јарди слободно            | 1904.                           | |
| Пливање           | 4.000 м слободно              | 1900.                           | |
| Пливање           | штафета 4 х 50 м слободно     | 1904.                           | |
| Пливање           | штафета 5 х 200 м слободно    | 1900.                           | |
| Пливање           | трка морнара на 100 м         | 1896.                           | |
| Пливање           | 50 м слободно                 | 1904.                           | у програм враћена 1988. |
| Пом               |                               | 1900.                           | Француска игра претеча тениса од које је преузет и начин бројања                                                                           |
| Рагби             |                               | 1900. 1908. 1920. и 1924.       | рагби ће се вратити на програм 2016. |
| Рекетс            | појединачно и парови          | 1908.                           | Брзо одбијање лопте рекетом о зидове игралишта                                                                                             |
| Рукомет           | велики рукомет                | 1936.                           | |
| Скокови у воду    | скок с торња у даљ            | 1904.                           | |
| Скокови у воду    | скокови с торња на главу      | 1912. 1920. и 1924.             | |
| Софтбол           |                               | 1996. 2000. 2004. и 2008.       | због мале распрострањености брисан са ЛОИ 2012.                                                                                            |
| Стреличарство     | 13 дисциплина                 | 1900—1920.                      | |
| Тенис             | у дворани                     | 1908. и 1912.                   | на истим играма играо се и тенис на отвореном, као и и на играма 1896—1924. Због продора професионализма скинут са програма и враћен 1988. |